# Samoa National League 2009–10
Samoa National League 2009–10 là mùa giải thứ 20 trong lịch sử Samoa National League, giải đấu cao nhất của Liên đoàn Bóng đá Samoa. Chức vô địch thuộc về Mouala United FC với lần đầu tiên trong lịch sử đội bóng.